# Stobno (West-Pommeren)
Stobno (Duits: Stöven) is een dorp in de Poolse woiwodschap West-Pommeren (Powiat Policki). De plaats maakt deel uit van de gemeente Kołbaskowo en telt 450 inwoners.